# Sterlina sudsudanese
La sterlina sudsudanese (codice ISO 4217) è la valuta ufficiale del Sudan del Sud. È suddivisa in 100 piastre.
È stampata in Germania per conto della banca del Sudan del Sud.

## Storia
È stata approvata dall'Assemblea Legislativa del Sudan del Sud prima della secessione del 9 luglio 2011 dal Sudan.
È stata immessa in circolazione dalla banca del Sudan del Sud a partire dal 18 luglio 2011, andando a sostituire la Sterlina sudanese alla pari.

## Monete
Le monete in circolazione sono:
- 1 piastra
- 5 piastre
- 25 piastre
- 50 piastre.[4]

## Banconote
Le banconote presentano l'immagine di John Garang, lo scomparso leader del movimento indipendentista dell'Esercito di Liberazione del Popolo di Sudan.
I tagli attualmente disponibili sono:
| Serie corrente | Serie corrente | Serie corrente | Serie corrente    | Serie corrente | Serie corrente     |
| Immagine       | Immagine       | Valore         | Colore principale | Descrizione    | Descrizione        |
| Fronte         | Retro          | Valore         | Colore principale | Fronte         | Retro              |
| -------------- | -------------- | -------------- | ----------------- | -------------- | ------------------ |
|                |                | 1 Sterlina     | Verde             | John Garang    | Giraffe nubiane    |
|                |                | 5 Sterline     | Viola e rossastro | John Garang    | Gnu striato        |
|                |                | 10 Sterline    | Blu               | John Garang    | Bufalo cafro       |
|                |                | 25 Sterline    | Marroncino        | John Garang    | Gazzella di Cuvier |
|                |                | 50 Sterline    | Viola             | John Garang    | Elefante africano  |
|                |                | 100 Sterline   | Blu scuro         | John Garang    | Leone              |